# 유럽 고속도로 573호선
유럽 고속도로 573호선(European route E573)은 헝가리의 퓌슈푀클러다니에서 우크라이나의 우지호로드까지 이르는 B-클래스급 고속도로로, 총 연장은 193 km이다. 다만 예전에는 이 도로의 남쪽 지역 일대를 중심으로 하여 E77로 지정되었기 때문에, 니레지하저를 시점으로 삼았다.

## 경로
- 헝가리
  - 퓌슈푀클러다니 (E60)
  - 니레지하저 (E79)
  - 자호니 (우크라이나 국경 근처)
- 우크라이나
  - 초프 (헝가리 국경 근처)
  - 우지호로드 (E50)